# دوشمالتی
دوشمالتی (به ترکی استانبولی: Döşemealtı) یک منطقهٔ مسکونی در ترکیه است که در استان آنتالیا واقع شده‌است.